# Nemuno delta
Nemuno delta este o arie protejată (sit de importanță comunitară — SCI) din Lituania întinsă pe o suprafață de 23.921 ha, din care 10 % marine.

## Localizare
Centrul sitului Nemuno delta este situat la coordonatele 55°19′21″N 21°21′54″E / 55.3225°N 21.365°E.

## Înființare
Situl Nemuno delta a fost declarat sit de importanță comunitară în mai 2005 pentru a proteja 10 specii de animale.

## Biodiversitate
Situată în ecoregiunea boreală, aria protejată conține 11 habitate naturale: Estuare, Vegetație psamofilă uscată cu pășuni deschise de Corynephorus și Agrostis, Lacuri și iazuri distrofice naturale, Râuri cu maluri nămoloase cu vegetație de Chenopodion rubri p.p. și Bidention p.p., Pajiști calcaroase din nisipuri xerice, Pajiști aluvionare boreale nordice, Turbării active, Mlaștini oligotrofe degradate, capabile încă de regenerare naturală, Păduri caducifoliate de mlaștină fino-scandinave, Mlaștini împădurite, Păduri aluvionare cu Alnus glutinosa și Fraxinus excelsior (Alno-Padion, Alnion incanae, Salicion albae).
La baza desemnării sitului se află mai multe specii protejate:
- amfibieni (1): triton cu creastă (Triturus cristatus)
- mamifere (2): vidră de râu (Lutra lutra), liliac de iaz (Myotis dasycneme)
- nevertebrate (1): libelule (Leucorrhinia pectoralis)
- pești (6): avat (Aspius aspius), zvârluga (Cobitis taenia), Lampetra fluviatilis, țipar (Misgurnus fossilis), boarță (Rhodeus amarus), somonul (Salmo salar)